# Сольто-Колліна
Сольто-Колліна (італ. Solto Collina) — муніципалітет в Італії, у регіоні Ломбардія,  провінція Бергамо.
Сольто-Колліна розташоване на відстані близько 480 км на північний захід від Рима, 75 км на північний схід від Мілана, 29 км на схід від Бергамо.
Населення — 1782 особи (2014).
Щорічний фестиваль відбувається 15 серпня. Покровителька — Богородиця Небовзята.

## Демографія
Населення за роками:

Станом на 1 січня 2023 року в муніципалітеті офіційно проживало 117 іноземців з 23 країн, серед них 32 громадяни країн Євросоюзу та 12 громадян України.

## Сусідні муніципалітети
- Кастро
- Ендіне-Гаяно
- Фонтено
- П'яніко
- Пізонье
- Рива-ді-Сольто
- Совере